# Xaxl'ip
Xaxl'ip (Fountain), banda Upper Lillooet Indijanaca koji prema Hodgeu žive sa Shuswap Indijancima u selu Huhilp (kod Swantona Hahalep ili Fountain), na istočnoj obali rijeke Fraser u Britanskoj Kolumbiji, Kanada. Suvremeni način pisanja ovog imena je Xaxl'ip, što je ime i sela i bande. 
Swanton za selo Hahalep ili Fountain navodi da pripada bandi Fraser River Lillooeta koji s Lake Lillooetima čine Upper Lillooete. Danas se službeno nazivaju Xaxli'p First Nation, a stari naziv bio je Fountain Band.
Populacija: 919 (2006)